# Gillis Bildt
Didrik Anders Gillis Bildt est un homme d'État et diplomate suédois né le 16 octobre 1820 à Göteborg et mort le 22 octobre 1894 à Stockholm. Il est ministre d'État de février 1888 à octobre 1889. Il est l'arrière-arrière-grand-père de Carl Bildt, ministre d'État de 1991 à 1994.

## Biographie

### Famille et carrière militaire
Gillis Bildt, fils d'un lieutenant-colonel, a également entamé une carrière militaire. Il a d'abord été diplômé de l'académie militaire du château de Karlberg (Militärhögskolan Karlberg). Puis en 1837, il rejoint le régiment d'artillerie de Götaland en tant qu'aspirant officier. En 1842, il termine sa formation d'officier et attire l'attention du prince héritier Oscar. Après avoir obtenu son diplôme, il a également été tuteur en mathématiques pendant plusieurs années. Toujours lieutenant, il devient adjudant du roi Oscar Ier en 1851. Cela l'amène, dans les années suivantes, à être rapidement promu au grade de major et de chef d'état-major de l'artillerie en 1854, de lieutenant-colonel en 1856 et de colonel en 1858.
Après la mort d'Oscar Ier, il est promu général de division et premier aide-de-camp en 1859 par son successeur de Charles XV. Pour ses mérites, il fut anobli comme baron en 1864. En 1875, il devient lieutenant général.

### Carrière politique

#### Député
Gillis Bildt commence sa carrière politique en 1847 avec l'élection comme membre de la noblesse à la Diète des États. Il a été membre de cette assemblée jusqu'en 1867. À cette époque, il était un représentant du parti conservateur de la noblesse (Junkerpartiet), qui exigeait une politique de libre-échange. D'autre part, il s'est également fait l'avocat des affaires sociales, comme les soins infirmiers et l'éducation des filles à l'école.
En tant que membre de la Diète des États, il a été rapporteur au sein de la commission principale (Statsutskottet) de 1848 à 1860. En 1863, il est un fervent partisan de la réforme électorale de Louis De Geer et de l'introduction du suffrage universel. À ce titre, il a joué un rôle décisif dans la dissolution de la Diète des États au profit d'un parlement bicaméral, le Riksdag. Son soutien est même allé jusqu'à maintenir des troupes en réserve pour maintenir l'ordre public à Stockholm si la réforme était rejetée.
Après la réforme parlementaire de 1867, il est membre de la Première Chambre du Riksdag jusqu'en 1874. Il y a été élu avec le plus grand nombre de voix en tant que membre du premier comité statutaire. Plus tard, il a également siégé à la commission de la défense.
De 1887 à sa mort, il est à nouveau membre de la Première Chambre. Cette nouvelle nomination par les députés protectionnistes était cependant contraire aux souhaits d'Oscar II, car il ne voulait pas voir un ami proche de la famille royale confronté à la politique des partis et à l'opposition au gouvernement en place avec sa politique favorable au libre-échange. Bildt promit alors au roi qu'il resterait indépendant de la politique des partis. En fait, il a cependant assisté à des réunions avec la faction protectionniste de la chambre haute, bien qu'il ait lui-même préconisé un protectionnisme modéré.

#### Gouverneur de provinces
En plus de sa carrière militaire et de ses activités de député, il a assumé des fonctions au sein de l'administration de l'État. De 1858 à 1862, il est d'abord président du gouvernement et commandant militaire de la province de Gotland, puis de 1862 à 1874 du comté de Stockholm. Au cours de ce mandat, il a travaillé à l'expansion du réseau ferroviaire, en promouvant notamment l'importance militaire et économique de Stockholm. Pour cela, il a reçu un large soutien du Parlement, du Conseil municipal de Stockholm, de la Bourse de Stockholm, mais aussi des citoyens. Il était également actionnaire et membre du conseil d'administration de la société qui voulait exploiter une ligne de chemin de fer entre Stockholm et les mines du Västmanland.

#### Ambassadeur à Berlin
En 1874, il est nommé ambassadeur de Suède auprès de l'Empire allemand. Dans cette fonction, qu'il occupe jusqu'en 1886, il renforce les liens entre la Suède et le jeune État-nation allemand. En particulier, des accords bilatéraux ont été conclus sur le courrier, la télégraphie, la livraison et les marins. En même temps, il a pu suivre la politique protectionniste d'Otto von Bismarck en Allemagne, notamment dans le domaine de l'agriculture. Après son retour d'Allemagne, il est devenu chef de la Cour royale en 1886. Il a occupé cette fonction jusqu'à sa mort.

#### Premier ministre
Au même moment, le parti protectionniste a été fondé en Suède après la chute du prix des céréales. Il a exigé des tarifs douaniers protecteurs pour soutenir les agriculteurs locaux, ce qui a été rejeté par le gouvernement de Robert Themptander (1884-88), qui était favorable au libre-échange. Lorsqu'en mars 1887, la majorité de la deuxième chambre décide de l'imposition de droits de douane sur les céréales et de droits de douane protecteurs, Themptander dissout le Riksdag et obtient lors des nouvelles élections suivantes une majorité favorable au libre-échange.
Cependant, cette majorité a diminué lors des élections du Reichstag à l'automne 1887, surtout après que la Cour suprême a déclaré invalide l'élection des 22 représentants du libre-échange de Stockholm en raison d'une erreur formelle et que les représentants de la politique protectionniste ont été élus à leur place. Le nombre de partisans des droits de douane sur les céréales a également augmenté à la Première Chambre. En conséquence, après l'ouverture du nouveau Reichstag en janvier 1888, le gouvernement Themptander a démissionné, et le roi, considérant que la majorité des deux chambres n'était pas encore parvenue à une décision finale, chargea Gillis Bildt de constituer un cabinet modéré pour les tarifs protecteurs, ce qu'il réussit à faire le 6 février 1888. En raison de son expérience directe du protectionnisme en faveur de l'agriculture en Allemagne, mais aussi en raison de ses propres sympathies pour la protection des produits nationaux, Bildt était donc un successeur idéal à Themptander, après que l'ancien président des chambres du Riksdag, l'archevêque Anton Niklas Sundberg, eut refusé de prendre ses fonctions.
Le gouvernement Bildt, composé pour moitié de partisans du libre-échange et pour moitié de protectionnistes, a rapidement augmenté les prix de la nourriture et des outils, tandis que les revenus des tarifs de protection étaient utilisés pour réduire la dette nationale, construire des chemins de fer et acheter des armes.
Le 12 octobre 1889, Gillis Bildt a démissionné de son poste de Premier ministre.  